# スタート・ミー・アップ
『スタート・ミー・アップ』 (Start Me Up) は、1981年に発表された、ローリング・ストーンズの楽曲。作詞作曲はミック・ジャガーおよびキース・リチャーズ。アルバム『刺青の男』収録。

## 解説
元々は、アルバム『ブラック・アンド・ブルー』（1976年）のためのセッションの中で、キース・リチャーズが考案したリフから派生した曲である。このセッションの中では録音されず、1977年のアルバム『女たち』（1978年発表）のためのセッションに於いて本格的な録音が行われている。当時のタイトルは「Never Stop」だった。リチャーズは当初この曲をレゲエナンバーにしようと考えており、ロックスタイルのバージョンは最初の数テイクだけで、他は全てレゲエスタイルであったという。結局これは使い物にならないと判断され、お蔵入りになった。その後はしばらく捨て置かれた状態となったが、アソシエイト・プロデューサーであるクリス・キムゼイがアウトテイクの山からこの曲の初期バージョンを発掘し、1981年、アルバム『刺青の男』のためのセッションで新たな歌い直しとオーバー・ダブが行われ、アルバムの先行シングルとしてようやく日の目を見た。1979年のアルバム『エモーショナル・レスキュー』（1980年発表）のセッションでも採り上げられたとする資料もあるが、実際には採り上げられていない。
「スタート・ミー・アップ」はイギリスで7位、アメリカのビルボード・ホット100では2位にランクインする大ヒットとなった。この曲のヒットはリチャーズにとっては予想外だったようで、2002年にもインタビューで「本当に驚いた。'81年当時ですら、もうチャートの1位なんて狙ってなかったし」と語っている。コンサートでは欠かせないレパートリーになっている他、多くのコンピレーション・アルバムにも収録されている。また、ミック・ジャガーは「80年代を代表する曲」とも発言した。事実、この曲はストーンズの代表曲としてだけでなく80年代そのものを代表する曲の一つとなり、現在も数多くのロックミュージシャンによってライヴで取り上げられている。プロモーション・ビデオも製作されており、YouTubeのストーンズ公式チャンネルで視聴できる。
2016年5月5日に、米大統領選の共和党候補指名が確定したドナルド・トランプは遊説先で、この曲などを活用していたが、これに対してストーンズはトランプ陣営に対し、選挙戦での楽曲使用を即刻止めるよう要求、ストーンズ側は「トランプ氏の陣営に曲の使用許可は与えておらず、全ての使用を直ちに止めるように求めた」との声明を発表したという。しかしトランプ側はストーンズの要求を無視、その後も同じくストーンズのナンバー「無情の世界」を使用した。

## コンサート・パフォーマンス
1981年のアメリカ・ツアーから、コンサートでは一貫して演奏され続けている。1989年から1990年にかけての「スティール・ホイールズ/アーバン・ジャングルツアー」ではセット・リストの1曲目に置かれた。以降90年代のライヴではほとんど1曲目に置かれることはなかったが、後半のアップナンバーとして演奏されることが多かった。しかし、2000年代半ばに行われた「ア・ビガー・バンツアー」以降、1曲目にセットされる場合も増えている。ライヴ・ヴァージョンも多く、ライヴ・アルバムでは『スティル・ライフ』(1982年)、『フラッシュポイント』(1991年)、そして『シャイン・ア・ライト』(2008年)に収録されている。